# Jacobus (Pennsilvània)
Jacobus és una població dels Estats Units a l'estat de Pennsilvània. Segons el cens del 2000 tenia 1.203 habitants.

## Demografia
Segons el cens del 2000, Jacobus tenia 1.203 habitants, 481 habitatges, i 379 famílies. La densitat de població era de 510,4 habitants per quilòmetre quadrat.
Per edats la població es repartia de la següent manera: un 22,3% tenia menys de 18 anys, un 4,8% entre 18 i 24, un 28,2% entre 25 i 44, un 28,1% de 45 a 60 i un 16,6% 65 anys o més.
L'edat mediana era de 42 anys. Per cada 100 dones de 18 o més anys hi havia 90,4 homes.
La renda mediana per habitatge era de 44.185 $ i la renda mediana per família de 52.500 $. Els homes tenien una renda mediana de 35.903 $ mentre que les dones 25.139 $. La renda per capita de la població era de 23.224 $. Cap de les famílies i l'1,3% de la població estaven per davall del llindar de pobresa.

## Poblacions més properes
El següent diagrama mostra les poblacions més properes.